# Ilha da Batalha
Battle Island é uma ilha que faz parte da província canadense de Terra Nova e Labrador. Abrange uma área de 33 hectares e está localizada na costa leste da Península do Labrador . É conhecida pela vila piscatória historicamente importante de Battle Harbor.

## Geografia
Battle Island é um dos pontos mais orientais da região de Labrador . O continente mais próximo é Cape St. Charles, o continente mais oriental da América do Norte, 4 milhas (6,5 km) ao sul-sudoeste. A ilha tem 1,1 km de comprimento no seu eixo norte-sul e uma largura máxima de 500 m.
A ilha é separada ao longo de seu lado oeste por apenas 100 m de água do mar da Ilha Great Caribou (11,5 km²), a maior ilha na área mais ampla. No noroeste, a menor Ilha Gunning é, por sua vez, separada da Ilha Battle por um estreito de apenas 50 m de largura. Esta geografia garante que a costa oeste da Battle Island esteja localizada em um porto natural bem protegido do Oceano Atlântico . Esse porto natural é conhecido como Battle Harbour.

## História
Na década de 1770, John Slade, da cidade portuária inglesa de Poole, fundou o assentamento de Battle Harbor no lado oeste. A cidade logo se tornou o assentamento comercial e pesqueiro mais importante de Labrador. Muitos edifícios de madeira, incluindo o armazém de sal, farinha e salmão, datam dos séculos XVIII e XIX. Durante aquele auge, a vila também se estendia pela costa leste da Ilha Great Caribou e pela pequena Ilha Gunning, embora o centro da vila sempre estivesse na Ilha Battle.
A vila teve residentes permanentes até o início dos anos 1960, quando eles se reassentaram como parte da política provincial . No entanto, a vila continua a ser usada nos meses de verão por pescadores de cidades próximas, como St. Lewis e Mary's Harbour, que possuem propriedades lá.
Em 1996, toda a vila foi reconhecida como Sítio Histórico Nacional do Canadá . Isso inclui o lado oeste da Battle Island e o cemitério de 1920 no lado norte da ilha.
Battle Harbor é supervisionado pela organização sem fins lucrativos Battle Harbor Historic Trust, que arrecada dinheiro para proteger e preservar a cidade por meio de visitas guiadas e serviços de alimentação em um cenário histórico.

## Galeria

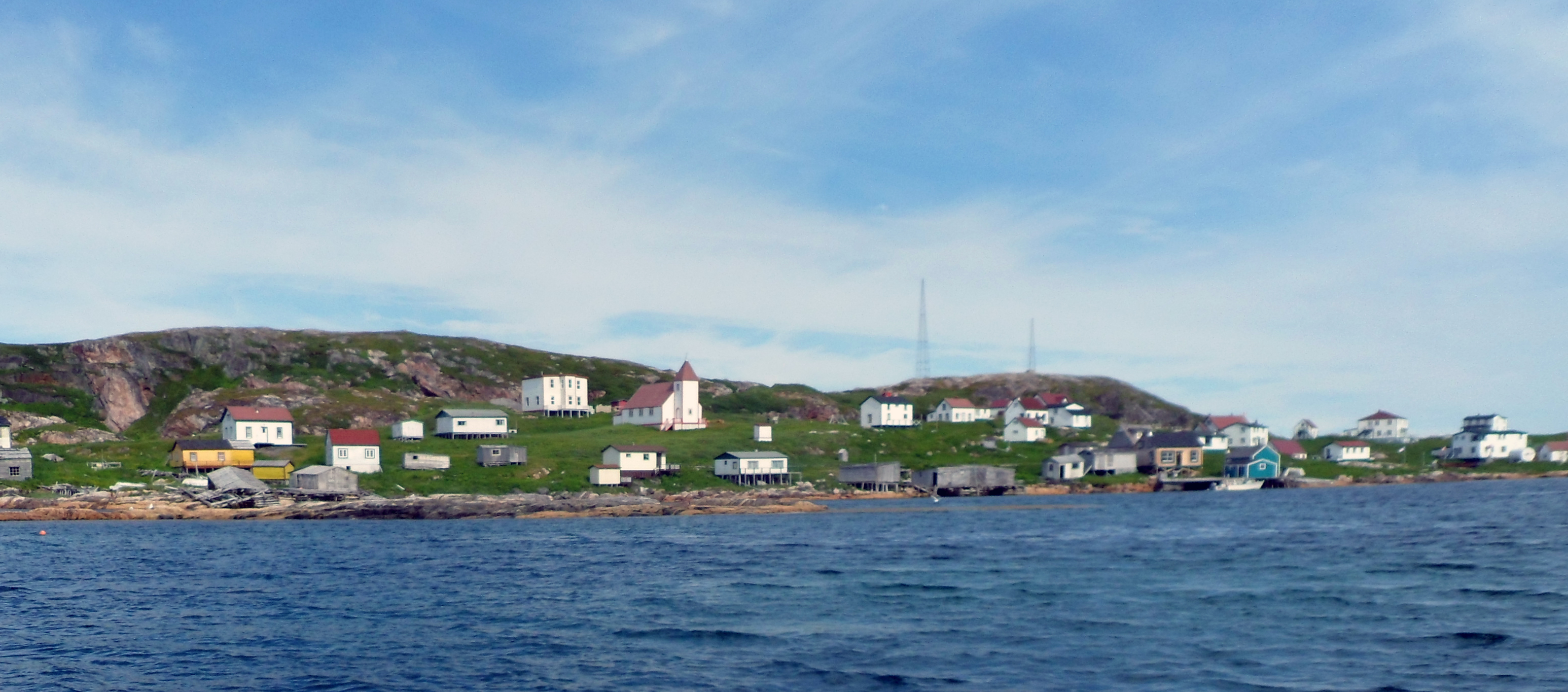
Vista de Battle Harbor de um navio
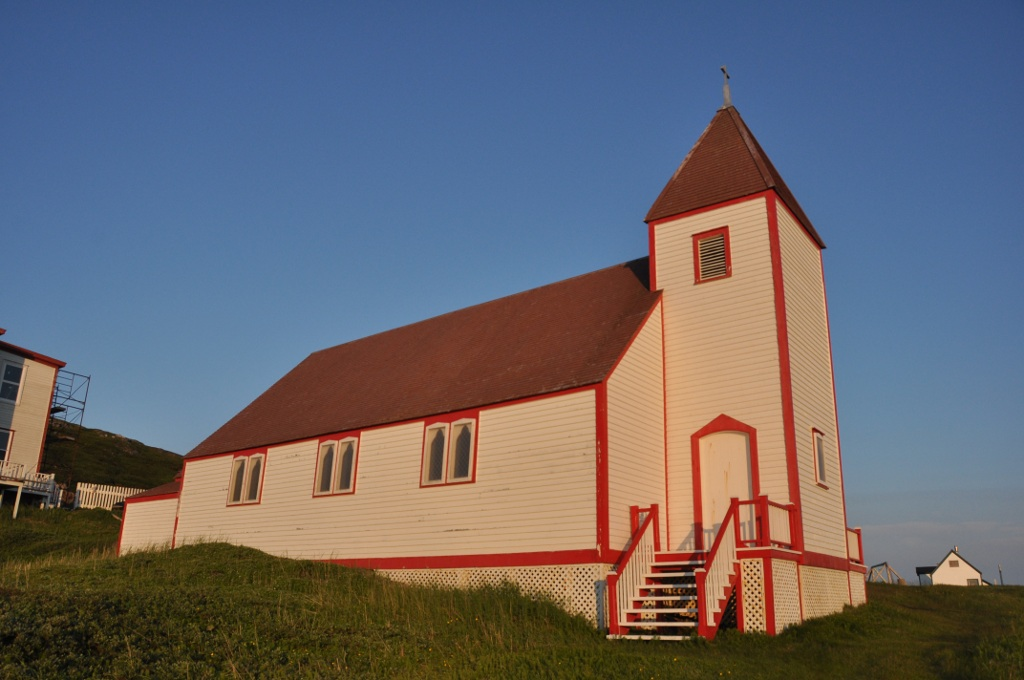
A Igreja Anglicana de São Tiago de 1857
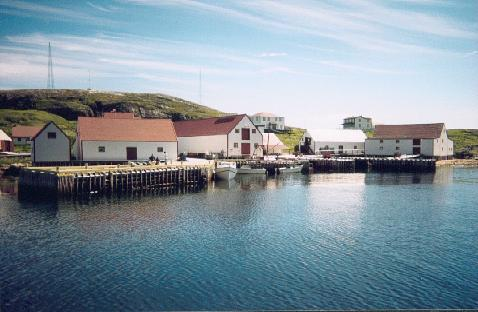
Edifícios de armazenamento dos séculos XVIII e XIX
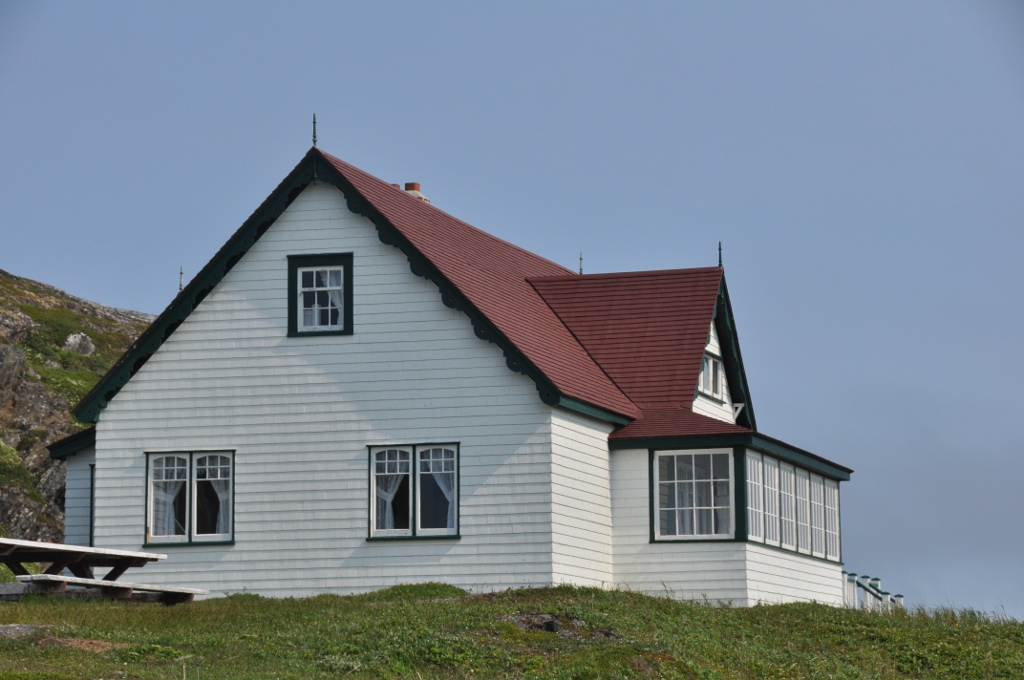
O início do século 20 Grenfell Cottage
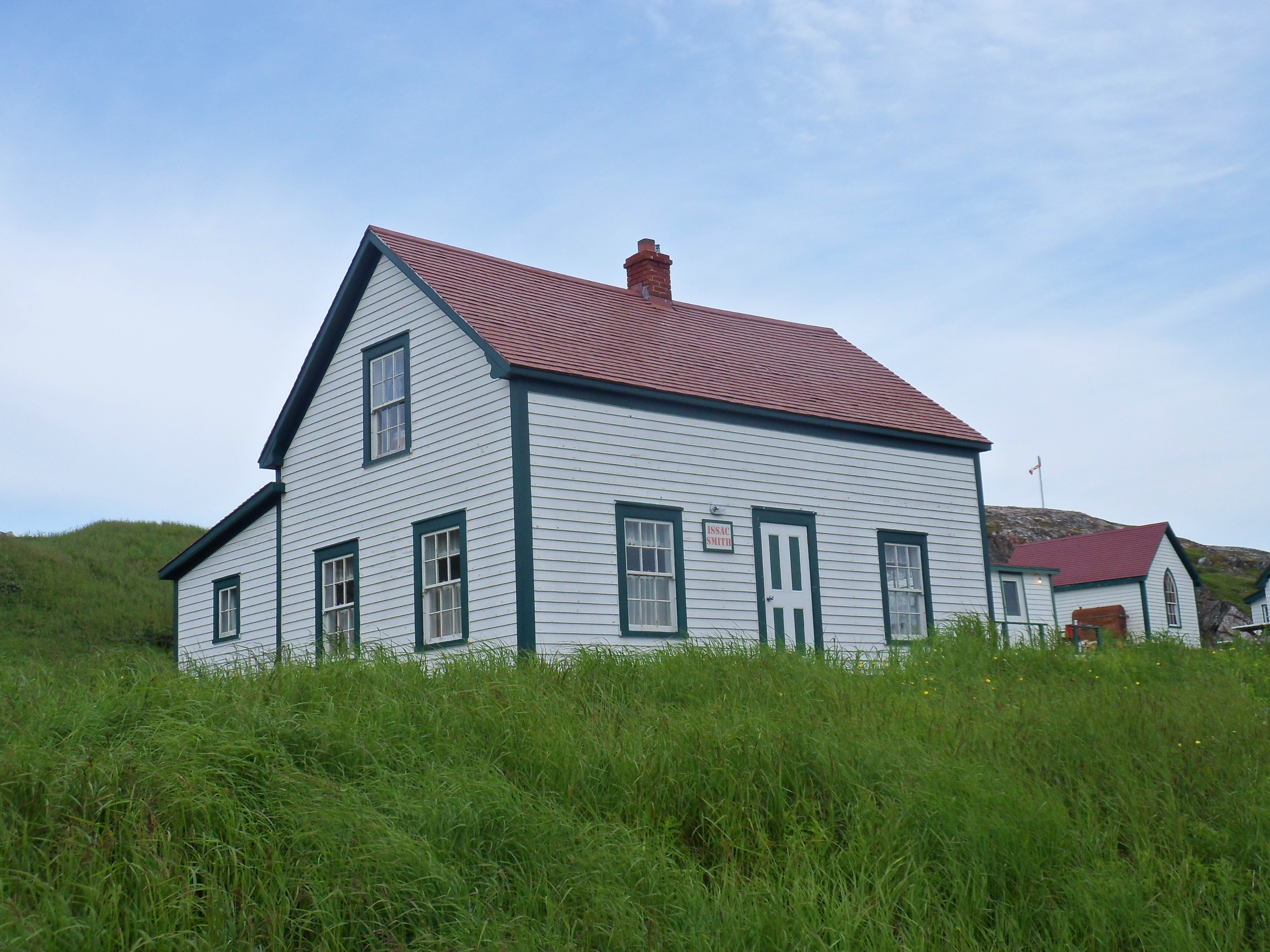
A casa de Isaac Smith do início do século XIX